# Postverket

1990–1994 års postsymbol

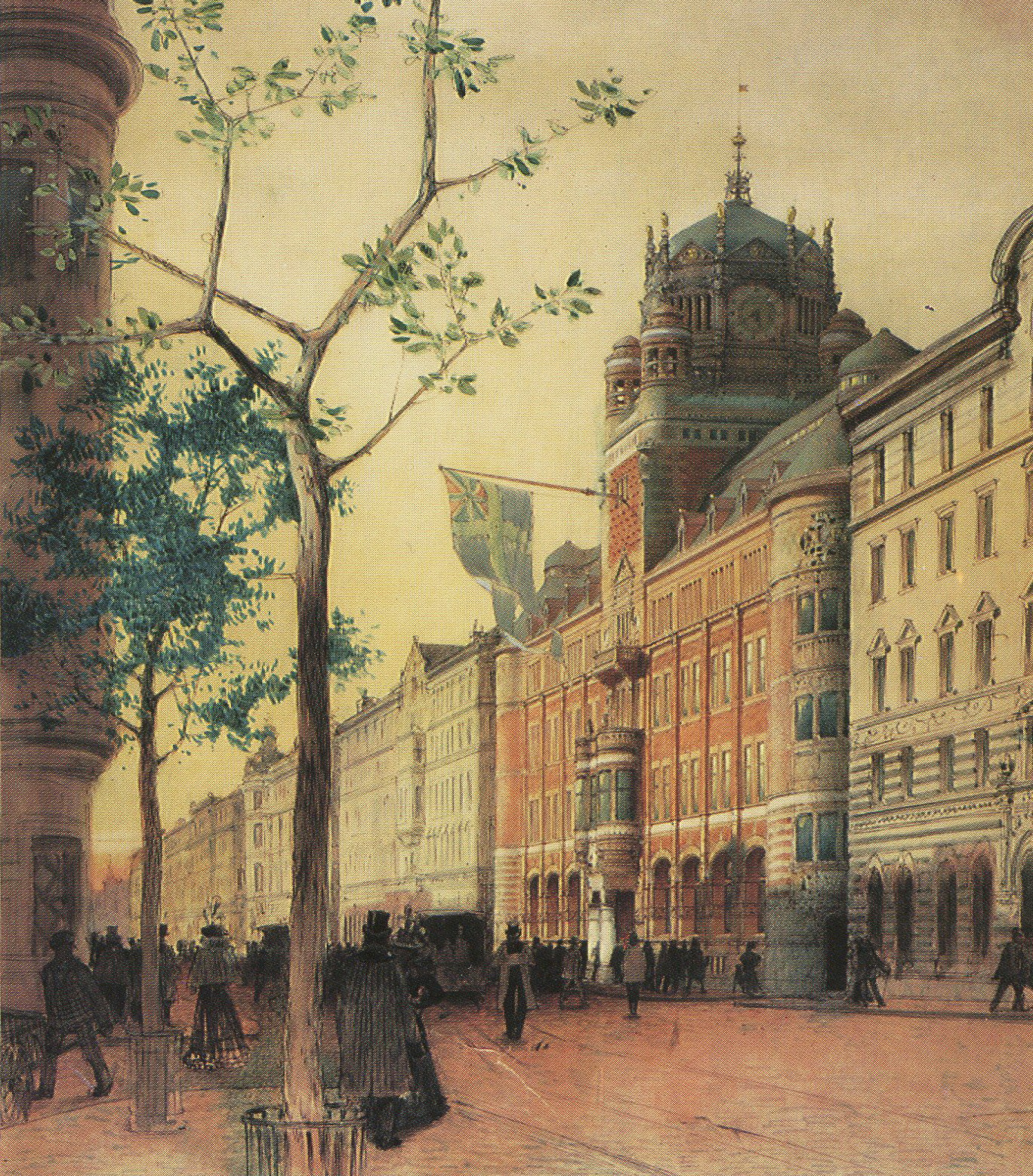
Centralposthuset i Stockholm. Illustration från 1903 av arkitekt Ferdinand Boberg.

Kungliga Postverket eller Kungl. Postverket var i Sverige mellan 1636 och 1994 ett statligt affärsverk för transport av brev och paket. Postverket utvecklades under 1900-talet till ett så kallat affärsdrivande verk och omvandlades den 1 mars 1994 till det helstatliga aktiebolaget Posten AB.

## Tidig historia
Post har i Sverige förmedlats av flera olika typer av ämbeten och yrkesgrupper. Ett av de äldsta dokument som pekar på en brevförsändelse i Sverige är ett postiljonkvitto skrivet 1564 för kung Erik XIV:s räkning. Långt före den allmänna postens postföring fanns kurirposten som upphörde på 1650-talet. På medeltiden fanns också så kallad klockarepost vilket var en brevbäringsskyldighet som ingick i klockaretjänsten, något som inte upphörde förrän 1888. Det fanns också så kallad kyrkopost vilken fortfarande på mitten av 1800-talet sköttes av kyrkan. Annan postföring var soldatposten, sjöposten, kronoposten och fältposten där den senare förekom på ett organiserat sätt redan under trettioåriga kriget.

## Postverket under 1600-talet

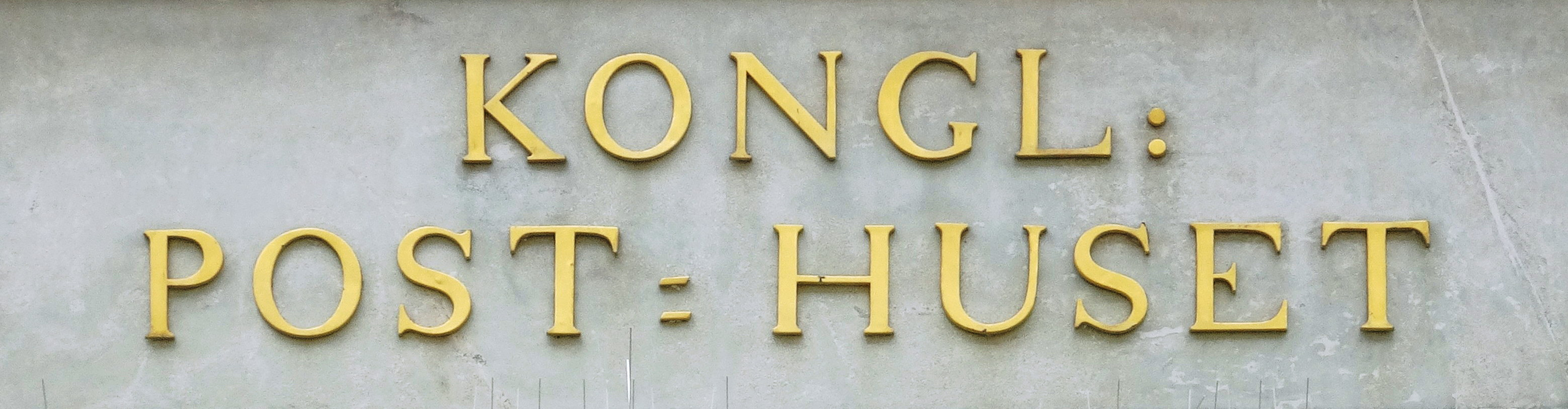
Skylt på Kungliga posthuset i Stockholm, Lilla Nygatan 6, byggnaden härstammar från 1600-talet. År 1719 flyttade Kongl. Post Contoiret in i huset.

Postverket grundades den 20 februari 1636, då drottning Kristinas förmyndarregering, på Axel Oxenstiernas initiativ, utfärdade förordningarna Om Post-Bådhen, Beställning för Postmästaren Anders Wechell samt Beställning för Oluff Jönsson att resa omkring landet och förordna Posterne. Då drottningen år 1645, efter att ha tillträtt regeringen, godkände den av förmyndarregeringen år 1643 utfärdade General Riksens Postordning, betecknade hon inrättningen som "ett högnödigt och nyttigt wärck så för Oss och Cronan som för alla wåre och Rijkzens trogne Ständer, Undersåtare och Inbyggiare". Genom 1636 års förordning inrättades så kallade posthemman. Det innebär att postföringen överläts på jordbruket, vilket föll sig naturligt, eftersom allmogen överallt i landet av ålder var förpliktad att med fri skjuts och bostad förse dem som var ute i kungens ärenden. Den nya inrättningen avsåg i viss mån att reformera detta, eftersom det missbrukats av hovet till den grad att allmänheten klagade över de betungande plikterna.
Redan under de tidigare Vasakungarnas regeringar och även dessförinnan skickades bud på de stora landsvägarna, som ledde från Stockholm till fogdarnas residens i provinserna eller över gränserna ut till grannländerna, med kungens, de högsta ämbetsmännens och ibland även hovpersonalens brev. Övriga invånare varken kunde eller fick använda dessa "brevdragare". När färden gick över landgränserna, sökte de upp kungens och rikets agenter hos främmande furstehov eller på de stora handelsorterna och utbytte förutom brev och allmänna skrivelser även nyheter och upplysningar. På detta sätt uppstod efter hand en någorlunda regelbunden postförbindelse mellan Sverige och utlandet över Markaryd vid gränsen till dåvarande danska Halland. På sträckan Stockholm-Markaryd där regeringsposten fördes över Helsingör vidare till Hamburg, fanns redan åtminstone fr o m 28 juli 1620 ett svenskt postkontor, skött av en särskilt anställd tjänsteman. Åtminstone från den tiden kunde även privatpersoner skicka brev. Så småningom spreds transporterna från kungsvägarna till allt fler orter inom Sverige.
1684–1685 inrättades även regelbunden posttrafik mellan Stralsund i Pommern och Ystad med postjakter en gång i veckan.
Postverket förlänades 1654-1661 till riksrådet Wilhelm Taube i egenskap av "generalrikspostmästare". 1662–1669 återförstatligades det och leddes av den tyskfödde Johan von Beijer, som redan före Taube varit anställd som postchef. 1673 bortförlänades postkassan igen, då till rikskanslern Magnus Gabriel de la Gardie, men indrogs 1677 åter till kronan. Sedan förvaltades verket någon tid direkt under Kanslikollegium, men 1697 överlät kollegiet styrningen till ett överpostdirektörsämbete. Förteckning över innehavare av detta ämbete (1697–1850) återfinns under ordet överpostdirektör.
Under den första tiden var det mottagaren av en försändelse som hade att erlägga försändelseavgiften. 1685 införde postverket stämplar på brev, bland annat ett B i oval med krona över för betalda försändelser, och ett F i oval med krona över för fribrev.
På särskilt brådskande försändelser skrevs NB, vilket står för Nota bene eller ordet "Cito" upprepat ett flertal gånger. Det äldsta kända citobrevet är från 1636 och de senaste från 1711.

## Postverket under 1700- och 1800-talet

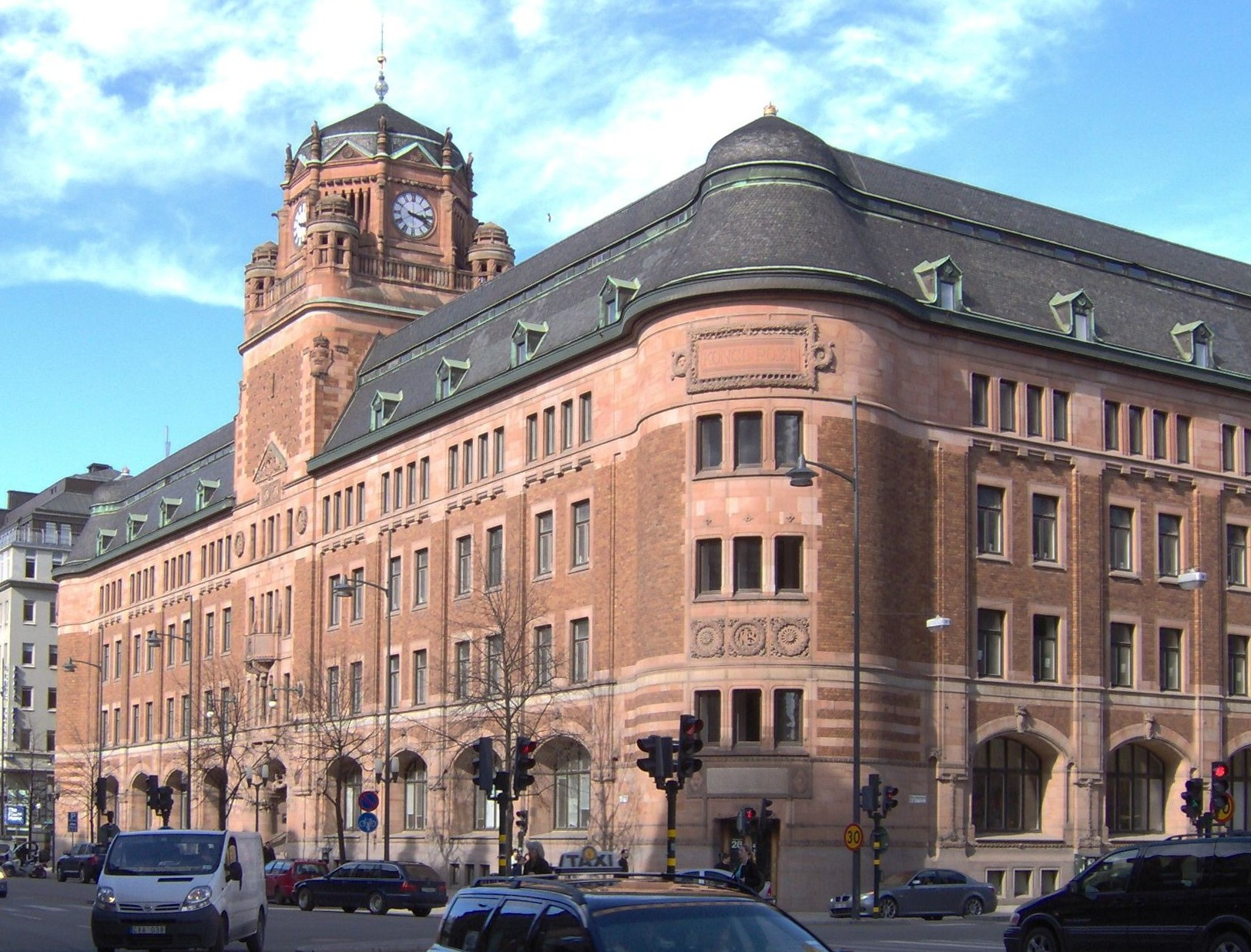
Förra Posthuset på Vasagatan i Stockholm, ritat av Ferdinand Boberg.

En av Karl XII 1718 påbjuden sammanslagning av post- och skjutsväsendet skulle, om den icke av ekonomiska skäl visat sig outförbar, ha blivit av genomgripande betydelse.
Efter cirka 1710 skrevs på brådskande post anteckningar som "Fort utan Hinder", "Fort, Hastar" eller "Detta genom Natt och Dag". Mot senare delen av århundradet börjar så kallade fjäderbrev dyka upp. Dessa brådskande försändelser är försedda med en eller flera fastsatta små fågelfjädrar på kuvertet vilket skulle symbolisera fart. Detta bruk blev mycket vanligt under 1800-talet och det vanligaste var en fjäder.
1716 inrättades ordinarie posttrafik mellan Gotland och fastlandet med postjakter. 1807 anslogs även ett särskilt posthemman för postförsändelser mellan Öland och fastlandet med postjakt. 1827 inrättades så kallad "snällpost", som innebar att post kunde skickas med gästgivarskjuts mellan skjutsstationerna. Det var ursprungligen främst tänkt att påskynda postförsändelser utomlands men kom snart att utnyttjas även för inrikespost. 1830 kom nya direktiv som gav möjlighet att i första hand använda gästgivarskjuts i stället för postskjuts för befordring av brev, vilket avsevärt snabbade på försändelserna. 1860 anslogs medel för inrättande av särskilda postdiligenser, men de kom ganska snart att konkurreras ut av järnvägsposten. Redan 1859 inordnades en särskild järnvägspost och 1863 särskilda järnvägspostexpeditioner.
År 1809–1833 stod posten under överuppsikt av Kanslistyrelsen, var sedan till 1840 underordnad handels- och finansexpeditionen av Kunglig Majestäts kansli, kom vid departementalstyrelsens införande sistnämnda år under Finansdepartementet samt förlades 1900 under Civildepartementet.
Efter 1850 hade verkets centrala förvaltning erhållit benämningen Generalpoststyrelsen och postchefen titel av generalpostdirektör. En bemärkt generalpostdirektör och reformatör av verksamheten under denna period var A. W. Roos. Under Roos ledning genomgick det svenska postväsendet en rad förbättringar, exempelvis upphävandet av kronobrevbäringen och skyldigheten för bönderna att befordra post samt organiserandet av postskjutsen på beting. Roos förbättrade också postservicen på landsbygden genom att inrätta ett stort antal nya postanstalter och postgångar och genom att införa lantbrevbäring. Lantbrevbäring infördes i Sverige 1877.
1874 upphörde kronobrevbäringen och Postverket övertog ansvaret för dessa försändelser, varvid postverkets hantering av post kraftigt svällde ut.
Brevbäring, utdelning av de ankommande breven på deras adresser, hade inletts i Stockholm redan på 1670-talet, men dröjde i det övriga landet. På 1850-talet började man ordna med sådan utdelning i Göteborg. 1861 utfärdade Postverket en förordning som påbjöd att särskilt avlönade brevbärare skulle anställas i större städer, där man kunde räkna med en betydande postgång. Vid slutet av år 1864 fanns brevbärare i 48 av Sveriges städer. Under 1900-talet infördes sådan lokalbrevbäring i alla Sveriges städer.

## Postverket under 1900-talet

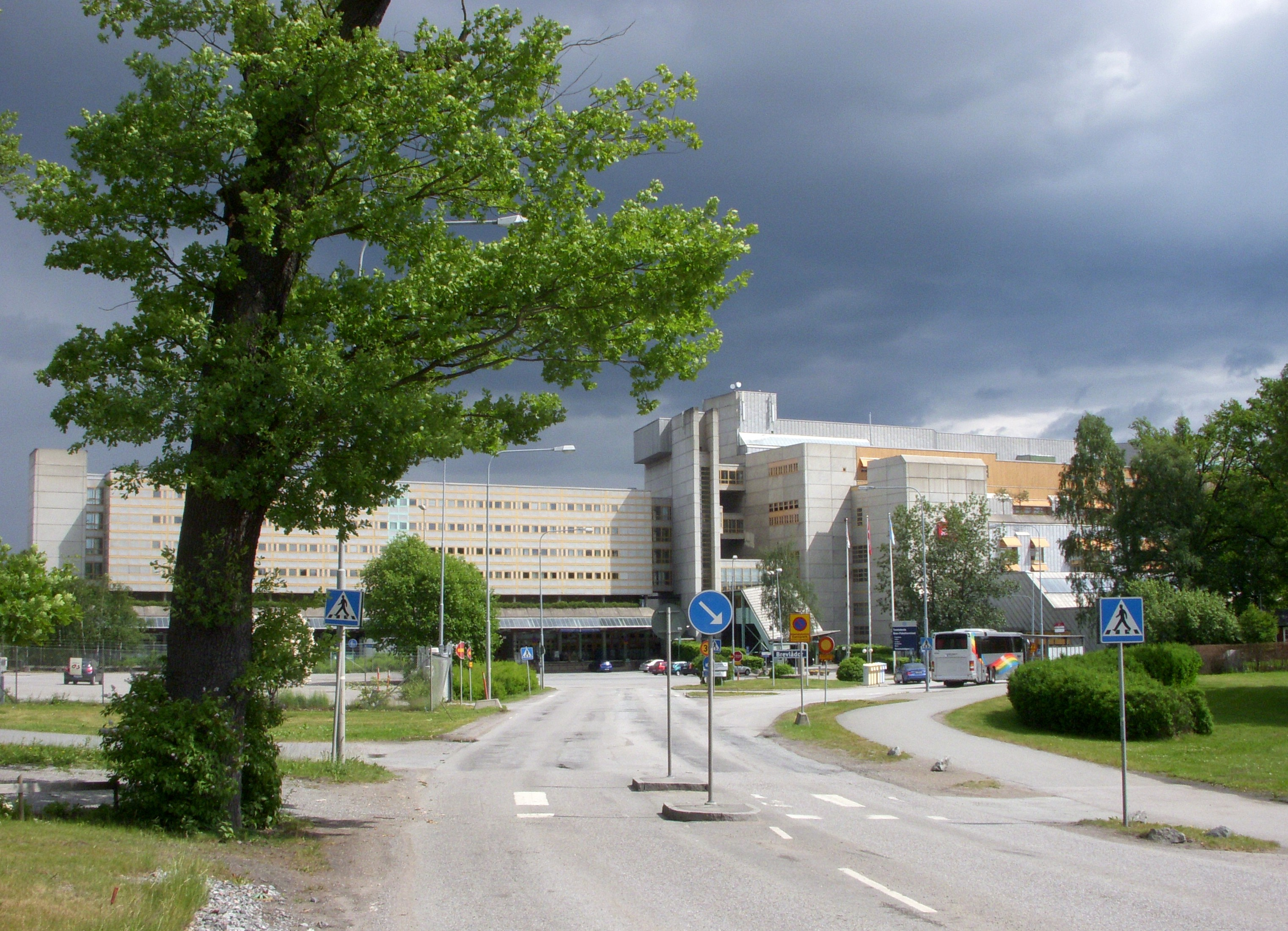
Tomteboda postterminal, 2010.

Postverket lät i början av 1900-talet införa nya centralposthus i Stockholm och Malmö ritade av Ferdinand Boberg. I Göteborg följde ett centralposthus 1925. Postens diligenstrafik var Postverkets egen bussrörelse som inrättades år 1923. 
1912 infördes en enklare form av brevbäring i villaområden genom introduktionen av postlådor som placerades längs brevbärarens linjer. Under Julius Juhlins ledning av postverket rationaliserades ämbetsverket och blev ett affärsdrivande verk. 
Postbanken drevs av Postverket fram till 1974. Verksamheten startades under namnet Postsparbanken enligt en regeringsförordning 1884, 1912 blev man ett självständigt ämbetsverk och 1920 infogades verksamheten som en del av Postverket. 
Erik Swartling 1947–1964 chefskap inträffade under en av de mest expansiva perioderna i Postens historia. Efterfrågan på postens tjänster mer än fördubblades samtidigt som betingelserna – inte minst de ekonomiska – hårdnade. De ökande postvolymerna krävde stora årliga tillskott av arbetskraft samtidigt som det rådde i det närmaste full sysselsättning på arbetsmarknaden. Till detta kom svårigheter att konkurrera om jobben genom att inte kunna erbjuda marknadsanpassade löner. Därför tvingades han att genomföra negativa rationaliseringar som indragningen 1951 av brevbäring och kassaservice på söndagar och helgdagar. Men på andra områden skedde klara förbättringar – en kraftig utbyggnad av tätortsservicen i takt med urbaniseringen, väsentligt förbättrad betjäning på landsbygden och utvecklingen av postflyget till ett reguljärt och för kunderna billigt transportmedel. 1969 infördes postnummer i samband med att maskinsortering infördes. Postbilen Tjorven tillverkades av Kalmar Verkstad AB (KVAB) i Kalmar 1969–1971 på uppdrag av Postverket.
Tomteboda postterminal uppfördes 1980–1983  för Byggnadsstyrelsen och ritades av arkitektföretaget Rosenbergs Arkitekter. Tomteboda postterminal är en av Sveriges största enskilda byggnader.
Postens ljudbrev var ett projekt som Posten hade på tidigt 1980-tal. Det var ett färdigt paket med en färdigfrankerad vadderad gul påse innehållande ett vanligt kassettband där man kunde tala in sin hälsning. Tidigare fanns lördagsutbärning. Den upphörde 28 mars 1987.
År 1994 omvandlades Postverket till ett helstatligt aktiebolag och bytte samtidigt namn till Posten AB.

## Postverkets symbol
Det svenska postverket har ända från sitt inrättande 1636 haft posthornet som sin symbol. Symbolen innehåller även en kunglig krona över posthornet. Kronan stod från början för kungen, senare staten, och hornet har alltsedan Postverkets inrättande stått för befordran av skrivna meddelanden. När postverket inrättades 1636 ges en kunglig förordning ut vilken i dess första paragraf fastställer att postbonden skall när han hör "den ankommande posten blåsas i hornet" göra sig klar att ta emot breven och föra dem vidare. Vid denna tid är således själva signalen och inte posthornet i sig en symbol för posten.

### Symbolen på sigill

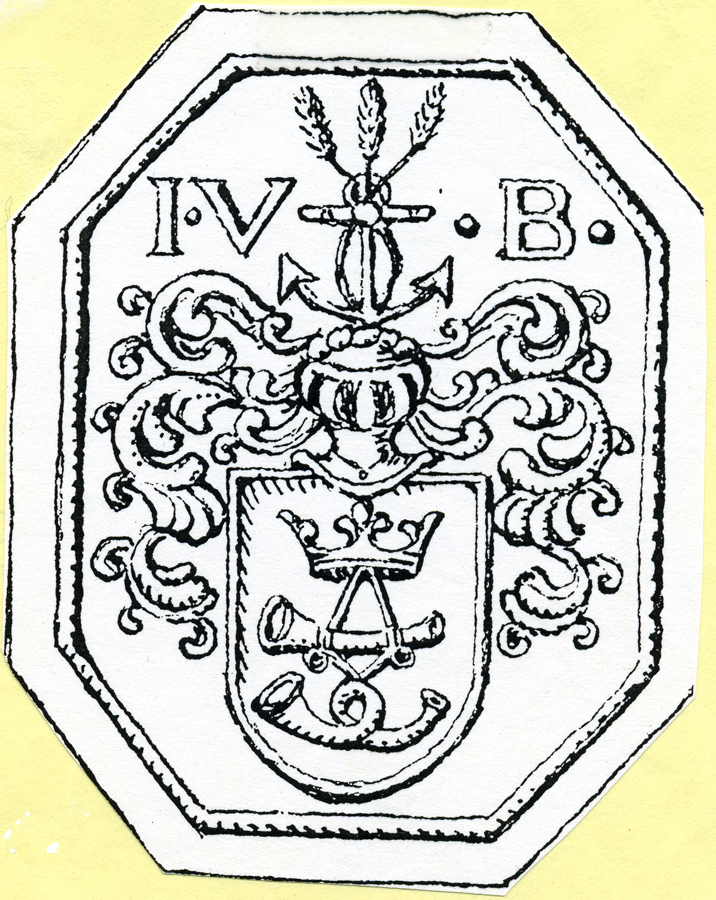
Johan von Beijers sigill, lägg märke till det lilla posthornet längst ned

Postverket är ett av de första ämbetsverken som framträder med egen symbol. En anledning till det är man för försegling av handlingar och försändelser tidigt började använda sigill. Sigillen har behövt någon enkel entydig symbol och då har posthornet ansetts vara den symbol som bäst representerat Posten.

### Symbolen på postskyltar
Att förse postkontor med skyltar var inte brukligt i Sverige förrän i slutet av 1700-talet. Fram till 1850-talet fick postmästarna själva skaffa skyltar och eftersom dessa som regel inte bekostades av postmede så tillverkades de av någon hantverkare på orten. Detta fick till följd att skyltarnas utseende kom att variera stort. Först vid mitten av 1800-talet blev det möjligt att rekvirera skyltar från persedelförrådet i Stockholm. De var då av fastställd modell, svart bakgrund med två stående lejon och stora riksvapnet samt texten: Kongl Postkontoret i guld.

### De första fastställda symbolerna
Den symbol för posten, posthornet, som använts från 1636 varierade stort i utformning. Ibland var klockstycket riktat åt vänster, ibland åt höger. Kronans placering och storlek varierade också. Först den 11 april 1912 beslutade sig Postverket för ett enhetligt utseende av symbolen. En av orsakerna till att man ville fastställa symbolens utseende var en vilja att hålla samman en alltmer växande myndighet, med ett flertal olika rörelsegrenar. Den fastställda symbolen skulle bestå av ett krönt posthorn. Posthornet skulle när det framställdes i färg utföras i gult eller förgyllt. Kronan kunde färgläggas enligt lagen om rikets vapen. Posthornets klockstycke skulle från och med 1912 alltid vara riktat åt vänster. Vid samma tid som symbolens utseende fastställdes, övergick posthornet allt mer från att vara ett praktiskt föremål till att bli bara en symbol. Möjligheten att rekvirera posthorn upphörde under 1920-talet. Kronan i 1912 års symbol var inte bara mycket detaljrik med pärlor, stenar och kronfoder, den var också stor i förhållande till posthornet. Riksheraldikerna meddelade att han ville göra symbolen enklare och höja kronan över hornet. Den 2 april 1937 fick professor Olle Hjortzberg i uppdrag att utarbeta förslag till en ny symbol.

### En stiliserad symbol
Efter 28 år med 1937 års postsymbol skulle den moderniseras. Uppdraget gick till professor Carl-Axel Acking som utarbetade förslaget till en ny postsymbol och Postverket fick sin nya symbol från nyåret 1965. Den stiliserade postsymbol som Acking ritat skiljde sig markant från 1912 och 1937 års symboler. All utsmyckning som pärlor och stenar togs bort och kronfodret uteslöts. Posthornet och kronan utfördes helt i blå färg, den tidigare gula färgen utgick från mässingen i posthornet. Nu markerade den blå färgen ytterligare en stilisering.
Nästa förändring av postens symbol kom 1984. Den skiljde sig från den tidigare genom mindre justeringar av kronan och posthornet samt den inbördes placeringen. När det gällde kronan i symbolen var det bland annat önskvärt att så nära som möjligt ansluta till kronan i Televerkets nya symbol. Den nya symbolen utfördes av Martin Gavler och Tommy Säflund. Samtidigt utformades ytterligare en symbol, med en rektangulär ram som skar genom posthornets klock- respektive munstycke. Detta skulle symbolisera ett företag i utveckling och förnyelse som sprängde ramarna.[källa behövs]

### En symbol med traditioner för Posten AB
År 1990 tog Posten fram ett nytt grafiskt profilprogram. Reklambyrån Sydow, Nyberg och Belvert fick bland annat uppdraget att ta fram en ny postsymbol. Den nya symbolen tog upp den runda formen hos 1937 års symbol genom att placera en stiliserad postsymbol inom en gul fylld cirkel. Kronan var återigen som i 1937 års symbol betydligt mindre än föregångarna och klockstycket och munstycket var något utsvängda. Med anledning av Postens bolagisering den 1 mars 1994 utarbetades en ny identitetsmanual med klara regler för hur symbolen skulle användas.
År 2001 fick Posten AB en ny design för att markera företagets omstrukturering. I detta ingick nya kläder och en ny symbol. Den nya företagsstrukturen valde att behålla den traditionsrika symbolen men posthornet blev åter gult och bakgrunden blå, som 1937 års symbol men med en ljusare blå nyans.

## Symboler för Postverket

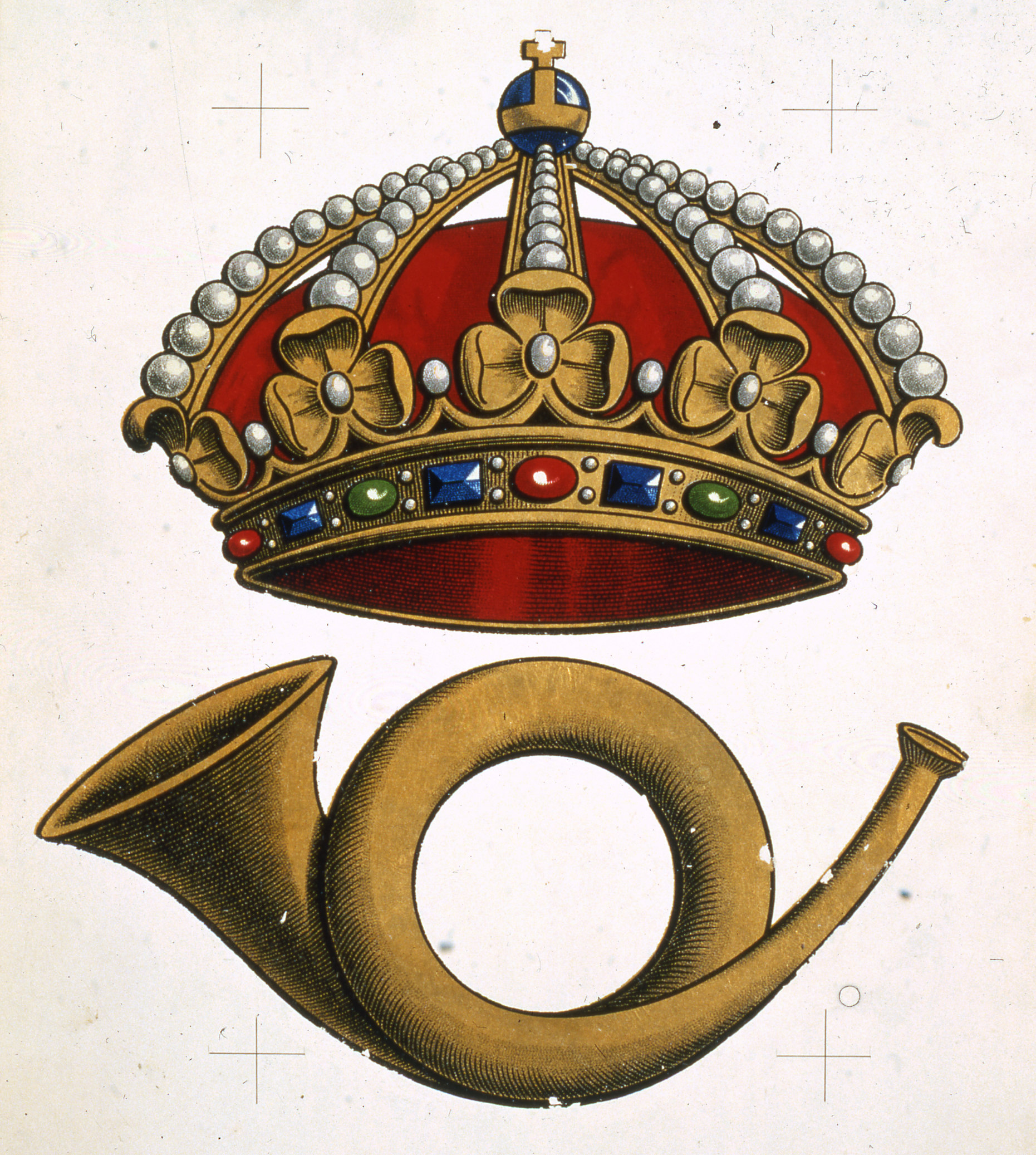
1912–1937 års postsymbol
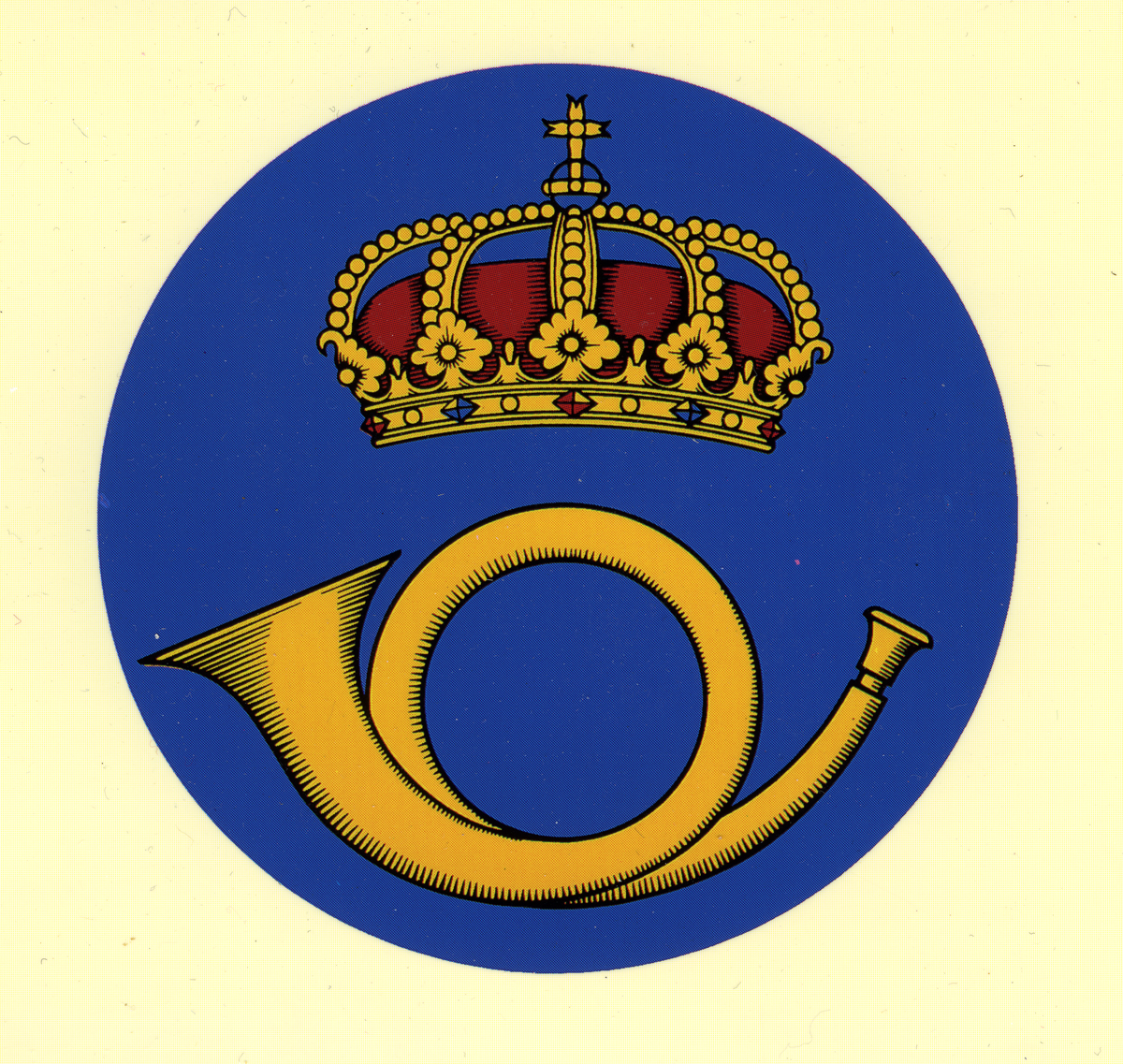
1937–1965 års postsymbol
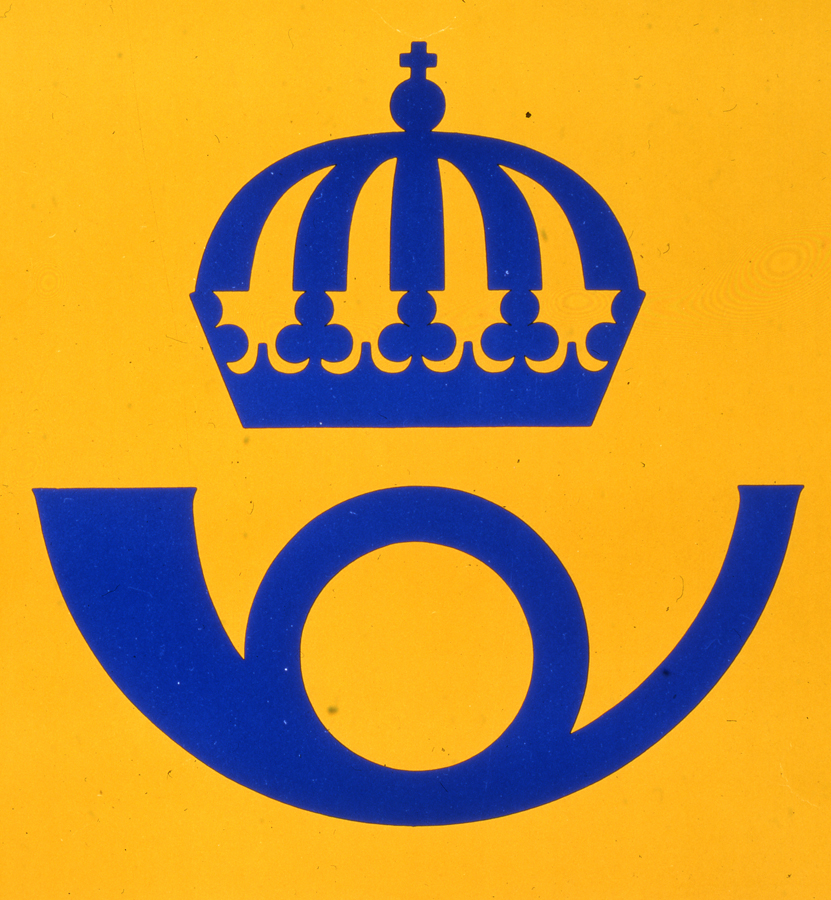
1965–1984 års postsymbol
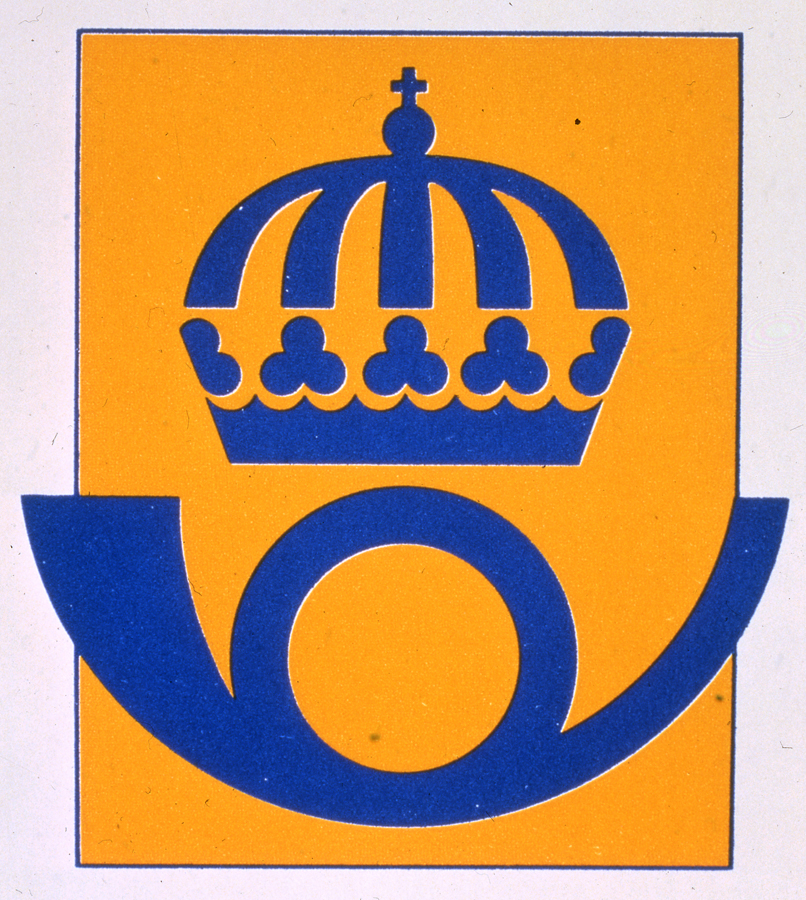
1984–1990 års postsymbol
1990–1994 års postsymbol

## Symboler för Posten AB

1994–2001 års postsymbol
2001–2015 års postsymbol

## Chefer

### Chefer för Postverket 1636–1737
- 1636–1637 Anders Wechel
- 1637–1642 Gese Wechel Althuas
- 1642–1654 Johan Beijer
- 1654–1658 Johan von Beijer
- 1658–1662 friherre Wilhelm Taube af Karlö
- 1662–1669 Johan von Beijer
- 1669–1673 greve Magnus Gabriel de la Gardie
- 1673–1697 Johan Gustaf von Beijer
- 1697–1702 Samuel Åkerhielm den äldre
- 1702–1710 Johan Schmedeman
- 1710–1731 Henrik Bunge
- 1731–1737 friherre Henrik Bunge
- 1710–1713 Henrik Schmedeman (tillförordnad)
- 1713–1715 Samuel Barck (tillförordnad)

### Överpostdirektörer 1710–1812
- 1710–1731 Henrik Bunge
- 1731–1737 friherre Henrik Bunge
- 1737–1743 Johan Fredrik von Schantz
- 1743–1759 Leonard Klinckowström
- 1759 friherre Leonard Klinckowström
- 1759–1771 Mathias Benzelstierna
- 1791–1793 Ulrik Gustaf Franc
- 1793 Per Zacharias Kihlgren (tillförordnad)
- 1796–1797 Carl Lagerbring
- 1797–1809 Ulrik Gustaf Franc
- 1804–1805 Fredrik Wilhelm von Ehrenheim (tillförordnad)
- 1805–1809 friherre Fredrik Wilhelm von Ehrenheim (tillförordnad)
- 1809–1812 Carl Lagerbring

### Chefer för Överpostdirektörsämbetet 1812–1850
- 1812 friherre Schering F:son Rosenhane
- 1812–1829 friherre Fredrik Wilhelm Carpelan
- 1829–1830 Carl David Skogman (tillförordnad)
- 1830–1831 friherre Göran Bernt Magnus Stackelberg
- 1831–1832 Carl David Skogman (tillförordnad)
- 1832–1836 friherre Elias Lagerheim
- 1836–1837 friherre Berndt Wilhelm Fock (tillförordnad)
- 1837–1844 Gustaf Abraham Peyron
- 1844 friherre Gustaf Abraham Peyron
- 1844–1845 Axel Wilhelm Grundelstjerna
- 1845–1850 friherre Hugo Adolf Hamilton

### Generaldirektörer för Postverket 1850–1994
(Även titulerade Generalpostdirektörer)
- 1850 Hugo Adolf Hamilton (1802–1871)
- 1850–1867 Otto Wilhelm Staël von Holstein (1802–1884)
- 1867–1889 Adolf Wilhelm Roos (1824–1895)
- 1889–1907 Edvard von Krusenstjerna (1841–1907)
- 1896–1902 Frans Herman Schlytern (1843–1934) (tf)
- 1903–1907 Richard Ossbahr (1853–1936) (tf)
- 1907–1925 Julius Juhlin (1861–1934)
- 1926–1946 Anders Örne (1881–1956)
- 1947–1964 Erik Swartling (1900–1985)
- 1965–1973 Nils Hörjel (1917–2006)
- 1973–1982 Ove Rainer (1925–1987)
- 1983–1988 Bertil Zachrisson (1926-2023)
- 1988–1994 Ulf Dahlsten (född 1946)